# Safirsmaragd
Safirsmaragd (Chrysuronia grayi) är en fågel i familjen kolibrier.

## Utseende
Hane safirsmaragd är en vacker kolibri med blått huvud, glittrande grön kropp och mestadels röd näbb med svart spets. Honan är mer färglös, med gråaktig undersida och grönfläckad strupe. Den är mycket lik safirpannad smaragd men är till skillnad från den bergslevande.

## Utbredning och systematik
Fågeln förekommer i västra Colombia och norra Ecuador. Den behandlas som monotypisk, det vill säga att den inte delas in i några underarter.

### Släktestillhörighet
Arten placeras traditionellt i släktena Hylocharis eller Amazilia, men genetiska studier visar att arterna i båda släktena inte står varandra närmast. Safirsmaragden står nära bronsstjärtad smaragd (Chrysuronia oenone) och har därför flyttats till Chrysuronia.

## Levnadssätt
Safirsmaragden hittas i högt belägna bergsdalar, på mellan 1200 och 2200 meters höjd. Den ses framför allt i torrt och buskigt skogslandskap.

## Status
Arten har ett stort utbredningsområde och beståndet anses vara stabilt. Internationella naturvårdsunionen IUCN listar den därför som livskraftig (LC).

## Namn
Fågelns vetenskapliga artnamn hedrar den engelske ornitologen John Edward Gray (1800-1875).